# 112 (číslo)
Sto dvanáct je přirozené číslo, které následuje po čísle sto jedenáct a předchází číslu sto třináct. Římskými číslicemi se zapisuje CXII. Stodvanáctým dnem kalendářního roku je 22. duben (v přestupném roce 21. duben).

## Chemie
- 112 je protonové číslo kopernicia; stabilní izotop s tímto neutronovým číslem mají 4 prvky (wolfram, rhenium, osmium, platina); a také nukleonové číslo druhého nejběžnějšího izotopu kadmia a třetího nejméně běžného a současně nejlehčího přírodního izotopu cínu[1]

## Matematika
- součet šesti po sobě následujících prvočísel (11 + 13 + 17 + 19 + 23 + 29)
- nepříznivé číslo
- nešťastné číslo
- sedmiúhelníkové číslo

## Kosmonautika
- STS-112 je označení desetidenního letu raketoplánu Atlantis k Mezinárodní vesmírné stanici v říjnu 2002. Hlavním úkolem mise byla doprava a montáž části nosníku stanice a páru panelů s fotovoltaickými (slunečními) články.

## Doprava
- Silnice II/112 je česká silnice II. třídy vedoucí na trase Benešov – Vlašim – Čechtice – Košetice – Červená Řečice – Pelhřimov – Horní Cerekev – Telč – Nová Říše – Želetava,[2] jde o jednu z nejdelších silnic II. třídy v ČR

## Komunikace
- 112 je tzv. Jednotné evropské číslo tísňového volání.

## Roky
- 112
- 112 př. n. l.